# R-4直升機
R-4直升機是在第二次世界大戰時同盟國唯一量產的直升機，是俄裔美國人西科尔斯基在VS-300直升機（1939年9月14日試飛）的基礎上發展而來的直升機，R-4是其軍方編號，此機原本的公司編號是S-47而其綽號「食蚜蠅（Hoverfly）」。
研製VS-300的經費全由西科斯基公司支付，然後其試飛的影像給美國軍方看後得到5萬美元的支助費，進一步發展成為XR-4（發動機馬力165匹）,1942年12月，美國陸軍航空隊（以下簡稱「陸航」）又訂購了3架YR-4A（發動機馬力增加至180匹）作評估，之後又推出YR-4B（發動機馬力增加至200匹並加長了螺旋槳葉），美國軍方訂購了27架作評估（其中有3架是美國海軍訂購），再之後，量產型R-4B開始生產，其訂單是100架（美國陸航35架，美國海航和海岸衛隊20架，英軍45架），英國人對R-4B很滿意，之後又下了150架的訂單但最終祇完成了若干架，其餘由其他直升機補上。

## 簡介
R-4直升機是最早期的直升機，如同當時的飛機，其動力是一俱在機中央（駕駛艙後方）的七汽缸星型活塞發動機去轉動一個在機身上方的雲杉木製三葉螺旋槳，採用尾螺旋槳去平衡發動機的反向扭力以免機身打轉，其機身因此呈大頭魚形，此設計後來成為直升機的典型，其機身是一個焊接鐵架外蓋帆布，其機尾是無帆布覆蓋而且還能見到鐵架，採用固定起落架或兩個大浮筒，R-4的駕駛艙有左右兩個座位而且都有操控設備，但一般的習慣是駕駛員在右座。

## 使用

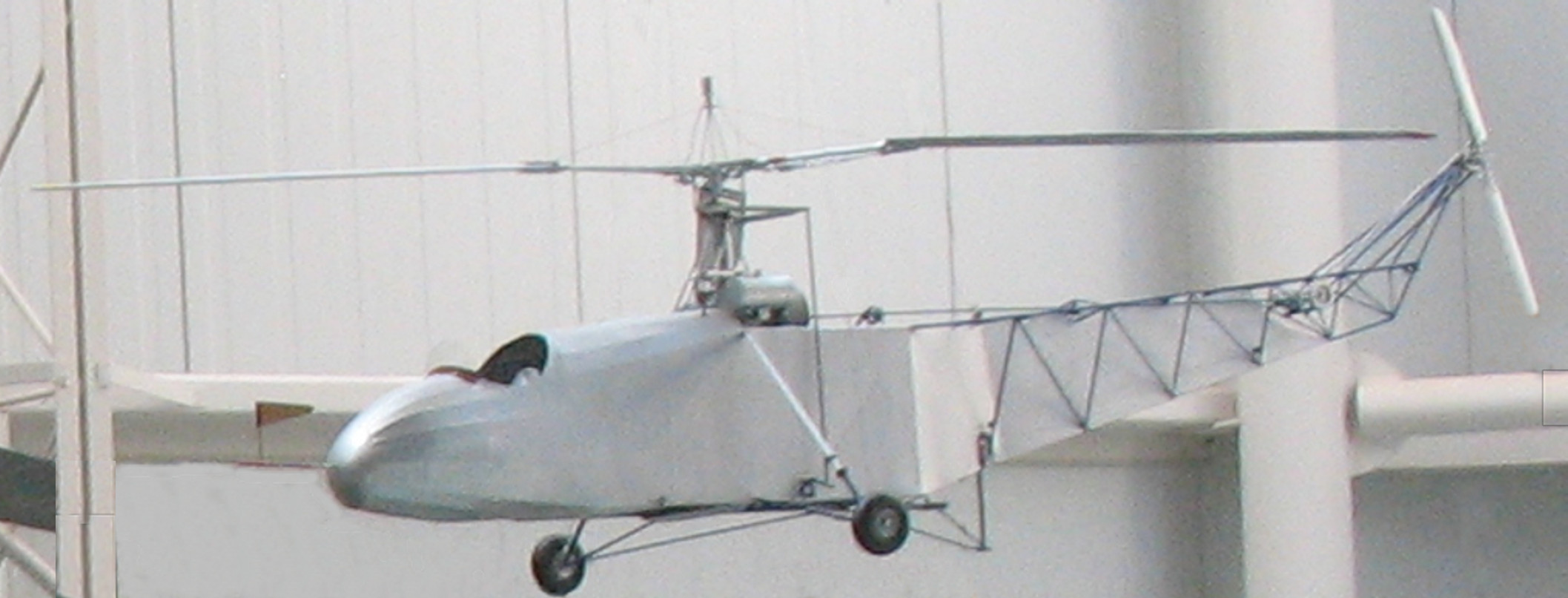
VS-300直升機

R-4直升機的任務是運輸和搜救，當時使用的部門是美國陸航、海航和海岸防衛隊，還有英國皇家空軍。R-4從1944年起已從事搜救飛行員，但當時數量不多以至被世人乏略。1944年4月21日在中緬印戰區，R-4執行了第一次救援行動。當日有4名英軍因為乘坐的飛機墜毀於一處緬甸森林，在他們大難不死後向美國陸航發出求救訊號，美國人要在日軍找到他們之前拯救他們。美軍首先派出一架L-5哨兵式聯絡機找到並確認他們的位置，再派出一架R-4直升機，由於機上駕駛艙原始設計只能容納兩個人，故除了駕駛員之外機艙僅能再勉強塞入兩名乘客，使這次行動要來回兩趟才能執行完畢。
R-4真正大量使用於救助飛行員和傷兵是在韓戰，這令參戰的北韓士兵和中國志願軍目瞪口呆，也令韓戰成為歷史上第一場直升機廣泛參與的戰爭。

## 型號
- XR-4
- YR-4A
- YR-4B
- R-4B:量產型，至少生產了100架
- XR-4C
- HNS-1:美國海航/海岸衛隊的R-4B
- R-6A
- XR-6

## 基本資料（R-4B）
- 乘員:1名駕駛員（正駕駛）+1名觀察員（副駕駛）
- 長度:10.2米
- 旋翼直徑:11.5米
- 高度:3.8米
- 空重:952公斤
- 最大起飛重量:1170公斤
- 最大速度:120公里/小時
- 最大升限:4000米
- 最大航程:440公里
- 發動機:1部R550星形七汽缸活塞式發動機
- 功率:每部200匹馬力（149kW）
- 武裝:無

## 使用國家

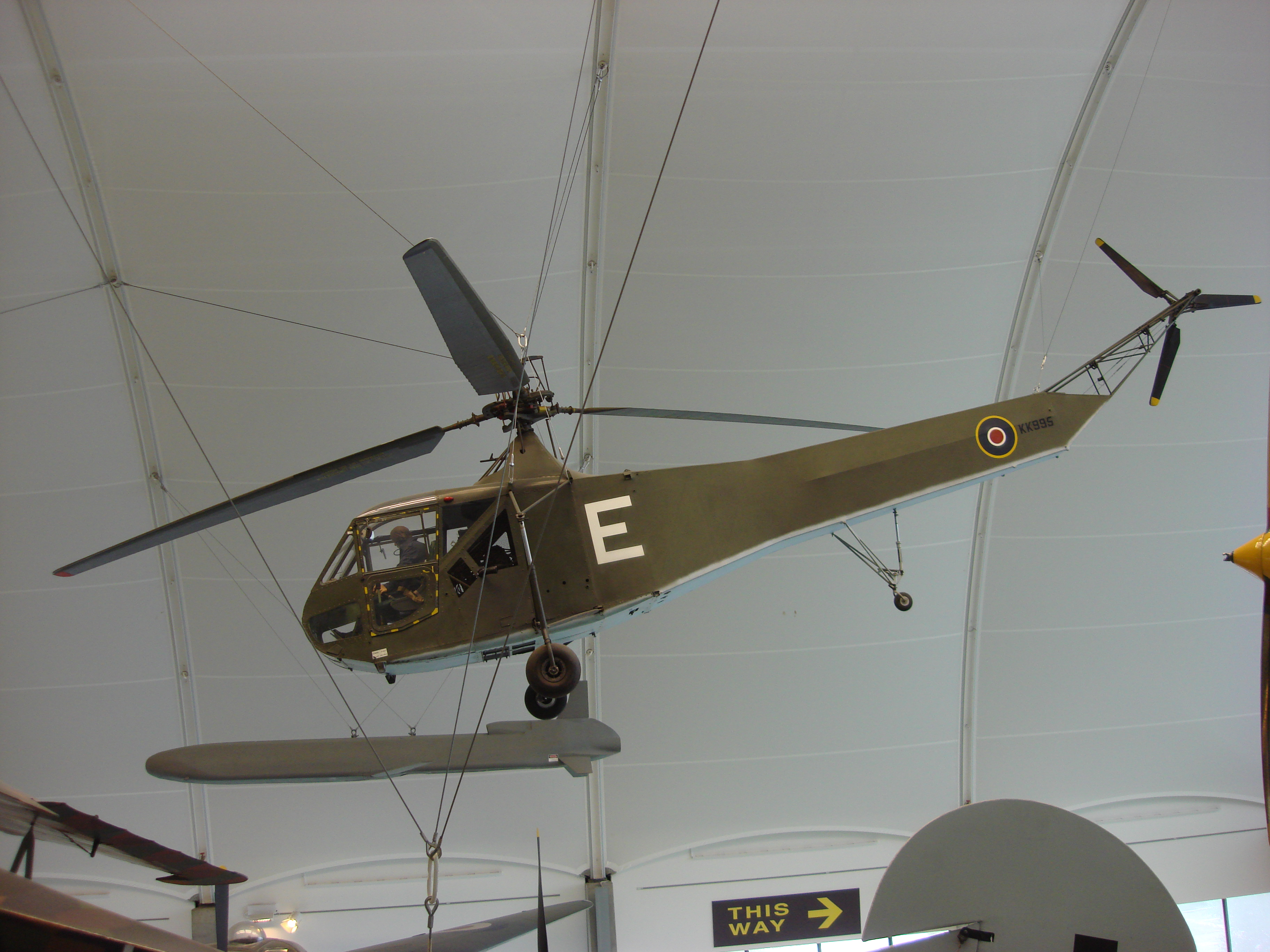
英國人的R-4直升機

- 美国
- 英国

## 外部連結
- FIRST PUBLIC FILM OF ARMY HELICOPTER XR-4（1942）（页面存档备份，存于）
- Sikorsky YR-4B Helicopter （R-4） Arrives in Burma January 1945 Flus Missions （页面存档备份，存于）
- Sikorsky YR-4B（R-4）Helicopter Rescues Downed USAAF Pilot in Jungle Near Shingbwiyang Burma （页面存档备份，存于）